# Amuwa
Amuwa – gaun wikas samiti w zachodniej części Nepalu w strefie Lumbini w dystrykcie Rupandehi. Według nepalskiego spisu powszechnego z 2001 roku liczył on 1656 gospodarstw domowych i 9695 mieszkańców (4844 kobiet i 4851 mężczyzn).